# Gör mig lite levande
Gör mig lite levande är ett album av Lill Lindfors och Jacques Werup, utgivet 2004 på skivmärket Gazell. Samtliga sånger har text av Werup och musik av Michael Saxell, som också spelat in och producerat skivan. På skivan finns även Jan Troells första musikvideo.

## Låtlista
1. Du är dig ganska lik (3.24)
2. Gör mig lite levande (4.02))
3. Be mig vara här (3.02)
4. Nära (2.44)
5. Än en gång (3.46)
6. Vals trots allt (3.51)
7. Han kom som ett regn (3.36)
8. Om man säger så (3.34)
9. När jag ville mer (4.32)
10. Frihet (2.37)
11. Någon som du (3.45)
12. Vid tidens gräns (3.26)
13. En vacker dag (3.21)
14. Ett annat du (3.28)

## Medverkande
- Lill Lindfors - sång
- Jacques Werup - textförfattare, sång
- Michael Saxell  - producent, kompositör, gitarr, trummor, bas, klaviatur
- Jan Lundgren - flygel
- Jesper Thilo  - saxofon, klarinett